# Combretum mossambicense
Combretum mossambicense là một loài thực vật có hoa trong họ Trâm bầu. Loài này được (Klotzsch) Engl. mô tả khoa học đầu tiên năm 1895.